# Премія Наокі
Премія Наокі, також Премія Санджюґо Наокі (яп. 直木三十五賞, Naoki Sanjūgo Shō) — японська літературна нагорода, що вручається двічі на рік. Завдяки престижу, пов'язаному з премією Наокі, і значній увазі, яку отримує переможець з боку засобів масової інформації, вона разом із премією Акутаґави є однією з найпопулярніших літературних нагород Японії.

## Історія
Премія Наокі була створена у 1935 році Каном Кікучі, тодішнім редактором журналу Bungeishunjū, і названа на честь романіста Наокі Санджюґо. Спонсорована Товариством сприяння японській літературі, нагорода визначає «найкращий твір популярної літератури в будь-якому форматі, нового, перспективного або (достатньо молодого) відомого автора». Переможець отримує кишеньковий годинник і грошову винагороду в 1 мільйон єн. Кікучі заснував премію Наокі разом із премією Акутаґави, яка більше зосереджена не на популярній літературі, а на нових авторах художньої літератури чи тих, хто починає розвиватися. Обидва призи розглядаються як «дві сторони однієї медалі» і невіддільні один від одного.

## Переможці
| Номер | Рік  | Півріччя | Переможці                      | Твір |
| ----- | ---- | -------- | ------------------------------ | --- |
| 1     | 1935 | 1 (上)   | Каваґучі Мацутаро              | Tsuruhachi Tsurujirō (鶴八鶴次郎), Fūryū Fukagawa Uta (風流深川唄), Meiji Ichidai Onna (明治一代女)              |
| 2     | 1935 | 2 (下)   | Вашіо Уко                      | Yoshinochō Taiheiki (吉野朝太平記)                                                                               |
| 81    | 1979 | 1 (上)   | Атода Такаші Танака Комімаса   | Naporeon Kyō (ナポレオン狂) Rōkyoku-shi Asahimaru no Hanashi (浪曲師朝日丸の話), Mimi no Koto (ミミのこと)       |
| 82    | 1979 | 2 (下)   | нагородження не відбулося      | нагородження не відбулося                                                                                        |
| 121   | 1999 | 1 (上)   | Сато Кенічі Кіріно Нацуо       | Ōhi no Rikon (王妃の離婚) Yawaraka na Hoho (柔らかな頬)                                                          |
| 122   | 1999 | 2 (下)   | Наканіші Рей                   | Nagasaki Burabura Bushi (長崎ぶらぶら節)                                                                         |
| 131   | 2004 | 1 (上)   | Окуда Хідео Кумаґай Тацуя      | Kūchū Buranko (空中ブランコ) Kaikō no Mori (邂逅の森)                                                            |
| 132   | 2004 | 2 (下)   | Какута Міцуйо                  | Taigan no Kanojo (対岸の彼女)                                                                                    |
| 133   | 2005 | 1 (上)   | Шукава Мінато                  | Hana Manma (花まんま)                                                                                            |
| 134   | 2005 | 2 (下)   | Хіґашіно Кейґо                 | Yōgisha X no Kenshin (容疑者Xの献身)                                                                             |
| 135   | 2006 | 1 (上)   | Шіон Міура Ето Морі            | Mahoro Ekimae Tada Benri-ken (まほろ駅前多田便利軒) Kaze ni Maiagaru Binīru Shīto (風に舞いあがるビニールシート) |
| 136   | 2006 | 2 (下)   | нагородження не відбулося      | нагородження не відбулося                                                                                        |
| 141   | 2009 | 1 (上)   | Каору Кітамура                 | Sagi to Yuki (鷺と雪)                                                                                            |
| 142   | 2009 | 2 (下)   | Джьоу Сасакі Кадзуфумі Шірайші | Haikyo ni Kō (廃墟に乞う) Hokanaranu Hito e (ほかならぬ人へ)                                                     |
| 149   | 2013 | 1 (上)   | Шіно Сакураґі                  | Hotel Royal (ホテルローヤル)                                                                                     |
| 150   | 2013 | 2 (下)   | Макате Асай Каоруко Хімено     | Love Song (恋歌) Dog of Showa (昭和の犬)                                                                         |